# Profilsehne

Tragflügelprofile mit rot eingezeichneter Profilsehne. Das untere Bild zeigt eine ältere Definition für konkave Profile

Die Profilsehne (engl. chord) ist ein Fachbegriff aus der Strömungslehre und dem Tragflächenbau. Man versteht darunter die gedachte Verbindungslinie zwischen der Profilnase und der Profilhinterkante.
In der Grafik sieht man im oberen Bild die Profilsehne als rote Linie eingezeichnet.

## Verwendung
Die Profilsehne ist die Bezugslinie zur Definition von Winkeln (Anstellwinkel, Einstellwinkel, Einstellwinkeldifferenz) am Profil. Außerdem werden Profilkonturen in der Regel in einem rechtwinkligen Koordinatensystem beschrieben, in dem die Profilsehne die X-Achse bildet und die Profilnase am Koordinatenursprung liegt. Die Nummerierung der Profilpunkte beginnt und endet aber manchmal auch an der Profilhinterkante (Eppler-Profile).

## Abgrenzung
In den Anfangszeiten der empirischen Profilentwicklung (z. B. Göttinger Profilkatalog – Aerodynamische Versuchsanstalt) wurde als entsprechende Bezugsline oft auch die Profiltangente (rote Linie im unteren Flügelschnitt in der Abbildung) verwendet, da diese bei den damals üblichen konkaven Profilen einfach zu ermitteln war.
Der Begriff Profilsehne wird heute auch für die Länge des Profils verwendet. Man spricht in diesem Fall aber eher von der Profiltiefe (engl. ebenfalls chord).

## Geometrische Definition
Die Definition der beiden Punkte, die die Profilsehne bestimmen, ist nicht trivial. An der Hinterkante läuft die Kontur des theoretisch vorgegebenen Profils in der Regel auf einen Punkt zusammen; dann ist der Fall klar. Im Falle von Profildefinitionen, die eine praxisgerechte Endfahne von endlicher Dicke vorgeben, liegt der Punkt in der Mitte dieser Endfahne.

Komplizierter liegt der Fall an der Profilnase.  Da die Skelettline an der Profilnase normalerweise geneigt ist, ergibt sich ein leichter "Überhang" der Profilkontur über diesen Nasenpunkt.
Franz W. Schmitz legte die "theoretische Profilsehne" für dicke Profile noch unterhalb des Nasenkreismittelpunktes nach der Definition "Die Sehne geht durch den Schnittpunkt des Nasenkreises mit der Skelettlinie".
Heute gilt der Ansatz "Die Sehne geht durch die größte Länge des Profils" (also durch den Mittelpunkt des Nasenkreises). Diese Sehne ist gleichzeitig die X-Koordinate bei der Definition der Profilkontur. Der Schnittpunkt der Sehne mit dem Nasenkreis ist die Profilnase.

## Sehne am variablen Profil
Werden am Flugzeug Nasenklappen oder Landeklappen betätigt, dann verschieben sich die Punkte, die benutzt wurden, um die Profilsehne und die Wölbung zu definieren. So betrachtet ergibt sich eine veränderte Profilsehne. Aus praktischen Gründen bezieht man Angaben zum Anstellwinkel und die von ihm abhängenden aerodynamischen Kenngrößen aber üblicherweise nach wie vor auf die ursprüngliche Profilsehne. Klappenausschläge werden stattdessen als zusätzliche Einflussgröße beschrieben. Dabei verändern die Klappenausschläge die Kenngrößen Größen des Profils wie Auftrieb, Widerstand, Drehmoment, Nullauftriebswinkel.